# Dancing in the Moonlight
Dancing in the Moonlight è una canzone scritta da Sherman Kelly, originariamente incisa nel 1970 dalla band di Kelly, i Boffalongo, e poi come singolo di successo dei King Harvest nel 1970, di cui Kelly fu il tastierista. La versione de King Harvest raggiunse il quinto posto in Canada e il tredicesimo nella Billboard Hot 100 e fu inserita nel 1973 nell'album omonimo.
Nel 2000, una cover della band inglese Toploader è diventata un successo mondiale e ha ottenuto lo status di multi-platino nel Regno Unito. La versione del duo svedese Jubël, pubblicata nel 2018, è stata un successo europeo.
Questa canzone non deve essere confusa con il singolo del 1977 dei Thin Lizzy Dancin' in the Moonlight (It's Caught Me in Its Spotlight).
Van Morrison non cantò questa canzone, come spesso viene erroneamente creduto, ma ne scrisse una con il nome molto simile: Moondance.

## Cover
Numerosi artisti si sono cimentati negli anni a cantare questa canzone producendo un altissimo numero di cover. Tra questi artisti ricordiamo:
- gli Aswad nell'album Cool Summer Reggae del 2002
- Liza Minnelli nell'album The Singer del 1973
- Baha Men in Kalik del 1994
- i Masters Of The Obvious
- The Keane Brothers, che ne fecero una versione disco nel 1979
- Alyson Stoner
- i Toploader nell'album Onka's Big Moka utilizzata anche come colonna sonora dei film I passi dell'amore, Four Lions e nel sesto episodio della prima serie di The Umbrella Academy.